# Drusus mladší
Drusus Julius Caesar (rodným jménem Nero Claudius Drusus; kolem 13 př. n. l. – 14. září 23), známý rovněž jako Drusus mladší, byl jediný syn římského císaře Tiberia a jeho první manželky Vipsanie Agrippiny. Po smrti svého bratrance a adoptovaného bratra Germanika v roce 19 se stal potenciálním nástupcem svého otce na císařském trůnu, což bylo formálně stvrzeno udělením tribunské moci v roce 22.

## Život
Narodil se patrně 7. října roku 13 př. n. l., přičemž obdržel jméno po bratrovi svého otce Tiberia, slavném vojevůdci Neronovi Claudiovi Drusovi. Oba jeho prarodiče z otcovy strany pocházeli ze starobylého republikánského rodu Claudiů. Drusův děd Tiberius Claudius Nero náležel mezi stoupence Julia Caesara, nicméně po jeho zavraždění se přiklonil k republikánům. Jeho babička Livia Drusilla se po rozvodu s Neronem provdala za pozdějšího prvního římského císaře Augusta. Drusova matka Vipsanie Agrippina byla dcerou Augustova předního vojevůdce a spojence Marka Vipsania Agrippy.
V době Tiberiova návratu z Rhodu oblékl Drusus mužskou tógu. V roce 4 se oženil se svojí sestřenicí Livillou, která posléze přivedla na svět jejich dceru Julii. Drusovu veřejnou dráhu ovlivnila Augustova adopce jeho otce, k níž došlo v témže roce. V důsledku tohoto aktu se stal Augustovým vnukem a nadále nesl jméno Drusus Julius Caesar. Tiberius musel ještě předtím adoptovat bratrova syna Germanika, jehož měl na základě Augustových instrukcí upřednostnit v případě nástupnictví před Drusem. Poté, co Tiberius úspěšně zdolal povstání v Panonii a Ilýrii, směl Drusus zasedat v senátu a v roce 11 zastával úřad quaestora. Dva roky nato Augustus urychlil jeho politický vzestup předběžným příslibem konzulátu, ačkoli neabsolvoval praeturu. Když Augustus v srpnu roku 14 zemřel, pronesl Drusus během pohřbu oslavnou řeč na zesnulého císaře. Tiberius ho zanedlouho vyslal do Panonie, aby zpacifikoval tamější neklidné legie. Jeho doprovod sestával z početného oddílu pretoriánské gardy, jemuž velel pretoriánský prefekt Lucius Aelius Seianus. Drusovi se podařilo vzpouru brzy potlačit vlivem nastalého zatmění měsíce a uplatněním rázných a tvrdých opatření vůči jejím původcům, jež nechal popravit. Následně se vydal zpět do Říma, kde v dalším roce vykonal svůj první konzulát.
Roku 17 se Tiberius rozhodl odvrátit Drusa od požitků a rozmařilosti v hlavním městě a určil ho za velitele v Ilýrii, aby tam slovy Tacita „zvykal vojenské službě.“ Podobně jako Tiberius projevoval i Drusus silnou náklonnost k vínu, avšak na rozdíl od svého otce nacházel zalíbení rovněž v gladiátorských zápasech a divadelních představeních. Jeho kariéra v armádě začala poněkud opožděně, což mohlo souviset s jeho zřejmě nepříliš pevným zdravím. V Ilýrii navštívil Drusa jeho adoptovaný bratr Germanicus, s nímž ho pojil velmi přátelský vztah, nijak nezkalený intrikami jejich příbuzných ani soupeřením manželek. Někdy v této době se v Germánii střetli markomanský král Marobud, někdejší nepřítel Římanů, jehož si Tiberius kdysi zamýšlel podrobit, a Arminius, náčelník Cherusků a vítěz v bitvě v Teutoburském lese. Marobud v boji s Arminiem podlehl a požádal Římany o pomoc. Drusus ho ale odmítl podpořit a naopak svými zásahy přispěl k úplnému zhroucení Marobudovy moci. Poraženému králi nezbylo než se vydat pod ochranu Tiberia, jenž mu poskytl azyl v Ravenně. Pravděpodobně na jaře 19 senát odhlasoval Drusovi za tento diplomatický úspěch ovaci (ovatio) a na jeho počest byl postaven vítězný oblouk.
Ke konci téhož roku se v Drusově životě přihodily dvě zásadní rodinné události: jeho bratr Germanicus v Sýrii nenadále zemřel a Drusova choť Livilla porodila dvojčata pojmenovaná Tiberius Gemellus a Germanicus Gemellus. Vrátil se proto do Itálie a tam se připojil ke smutečnímu průvodu nesoucímu bratrovo tělo do Říma. Germanikovým úmrtím následnictví fakticky přešlo na Drusa, neboť žádný z Germanikových synů nebyl dosud dostatečně starý na to, aby se v případě Tiberiova skonu mohl ujmout vlády. Drusovým eventuálním nástupem na trůn by nezanikl nárok Germanikových potomků, z nichž nejstarší měl přijít na řadu po svém strýci. Třebaže Drusus měl vlastní syny, takovému postupu by se patrně nijak neprotivil, jelikož ke svým synovcům zaujímal příznivý postoj. Vzhledem k možnému poměru Livilly a Seiana vyvstaly navíc později určité pochybnosti o Drusově otcovství dvojčat.
V prvních třech měsících roku 21 působil Drusus podruhé jako konzul, přičemž jeho kolegou v úřadu byl jeho otec. Tiberius opustil Řím a vydal se do Kampánie, takže řízení státu ponechal zcela v rukou Drusa. Ten se sice na rozdíl od svého mimořádně populárního bratra netěšil valné oblibě lidu, každopádně za svého druhého konzulátu prokázal politický talent. Ve stejném roce Drusus vážně onemocněl, načež měl jistý římský jezdec, odměněný dříve za žalozpěv na Germanikovu smrt, sepsat obdobně laděnou báseň věnovanou císařovu synovi. Autor veršů byl vzápětí senátem odsouzen k trestu smrti, což je vnímáno jako jeden z dokladů Drusovy krutosti. V roce 22 Tiberius přednesl senátu dopisem svoji žádost, aby Drusovi byla přiznána tribunská pravomoc (tribunitia potestas), tvořící jeden ze stěžejních atributů císařské moci. Senátoři vyhověli císařovu přání za nesmírných projevů patolízalství a jeden z nich dokonce neúspěšně navrhl, aby příslušné usnesení bylo v radnici vyryto zlatými písmeny. Drusus, pobývající mezitím se svým otcem v Kampánii, vyvolal nevoli tím, že se o tuto poctu neucházel osobně.
Ačkoli Drusus dosáhl formálního uznání pozice následníka trůnu, jeho vliv se nevyrovnal rostoucí moci pretoriánského prefekta Seiana, s nímž Tiberius zacházel jako se svým nejbližším spolupracovníkem. Přirozeně vznětlivý a impulzivní Drusus se těžko smiřoval se soupeřem a svoji zášť k Seianovi nijak nezastíral. Při jednom incidentu nedokázal potlačit hněv a udeřil prefekta do tváře. Svým násilnickým počínáním si prý vysloužil přezdívku Castor, odkazující na tehdejšího proslulého gladiátora. Tiberius, unavený stářím a znechucený politickými poměry, stále více ztrácel zájem o veřejné záležitosti, z čehož někteří dnešní historikové vyvozují, že snad uvažoval o úplném odchodu do ústraní a přenechání vlády synovi. Seianus se mohl oprávněně strachovat nejen o svoji kariéru, nýbrž i o svůj osud, pokud by se Drusus stal císařem. Prefektovy obavy však pominuly Drusovou smrtí 14. září 23.
Antické prameny se shodují, že Drusovu záhubu přivodily úklady jeho manželky Livilly a jejího milence Seiana, kteří ho měli nechat otrávit. Do spiknutí měl být zasvěcen také Eudemus, lékař Livilly, zatímco Seianem vybraný jed podal Drusovi jeho ochutnávač, eunuch Lygdus. V říjnu 31 odeslala Seianova zapuzená manželka Apicata krátce před svojí sebevraždou Tiberiovi dopis, v němž vylíčila okolnosti údajného Drusova zavraždění. Vznesená obvinění následně na mučidlech potvrdili Eudemus a Lygdus. Současní badatelé předkládají ovšem řadu argumentů, jimiž silně zpochybňují toto objasnění Drusova úmrtí. Za jeho příčinu byl až do roku 31 považován Drusův špatný zdravotní stav a nestřídmost. Do té doby neexistovalo nejmenší podezření, že by podlehl jedu. Nadto Seianus a Livilla by stěží ponechali svědky svého zločinu naživu. Drusus zřejmě zemřel přirozeným způsobem, historikové přesto připouštějí, že příroda nejspíše pouze předešla Seiana.